# Palmenhaus (Vienna)
La Palmenhaus è una serra ubicata ai margini del Burggarten, nei pressi dell'Albertina e della Wiener Staatsoper, a Vienna.

## Storia e descrizione
Una prima serra venne costruita tra il 1823 e il 1826 su progetto di Ludwig von Remy, in stile neoclassico: orientata verso l'Orangerie del castello di Schönbrunn, la parete di fondo della Palmenhaus faceva parte delle mura della città.
Demolita nel 1901, una nuova serra fu edificata tra il 1902 e il 1906, in stile liberty, ad opera dell'architetto Friedrich Ohmann, mentre le decorazioni della parte centrale vennero realizzate da Josef Václav Myslbek.
Chiusa nel 1988 per motivi di sicurezza, la Palmenhaus fu restaurata tra il 1996 e il 1998, anno in cui avvenne la riapertura. Con una superficie totale di 2 050 m², la parte centrale viene utilizzata come ristorante, l'ala sinistra ospita la Schmetterlinghaus, uno zoo per farfalle, mentre l'ala destra è utilizzata dall'Österreichischen Bundesgärten come serra.